# 龟湖 (北达科他州)
龟湖（英語：Turtle Lake），是美国北达科他州下属的一座城市。根据2010年美国人口普查，该市有人口581人。2011年估计该市有人口588人，相对于2010年，增长率为1.20%。